# 칸타타 (커피)
칸타타는 롯데칠성음료에서 생산/판매하고 있는 프리미엄 원두커피음료이다. 모카 시다모, 콜롬비아 슈프리모, 브라질 산토스 등, 세계 유명산지의 고급 아라비카 원두(Coffee arabica, Arabic coffee)를 블렌딩하여 드립방식 (분쇄커피를 종이필터에 넣은 다음 뜨거운 물을 부어 추출된 커피가 아래로 떨어지는 방식)으로 추출한 음료이다. 우유와 설탕을 넣은 "프리미엄 블렌드", 설탕만 넣은 "스위트 아메리카노", 오리지널 원두커피의 맛을 느낄 수 있는 "블랙" 커피 등 3종이 있다.

## 제품

### 칸타타 프리미엄 라떼

#### 원재료명
- 칸타타원두커피추출액 42%(에티오피아 50%, 콜롬비아 30%, 브라질 20%)
- 정제수
- 백설탕
- 혼합분유(탈지분유, 유청분말)
- 탄산수소나트륨
- 합성착향료(커피향, 우유향)
- 유화제
- L-아스코르빈산나트륨

#### 기타 사항
- 커피고형분 0.941%
- 고카페인 함유 156mg

## 같이 보기
- 롯데칠성음료